# Hind Rajab
Hind Rajab (Arabisch: هند رجب) (3 mei 2018 – 29 januari 2024) was een vijfjarig meisje Palestijns in de Gazastrook dat tijdens de Israëlische invasie werd gedood door Israëlische troepen. Bij de aanval kwamen ook zes van haar familieleden om alsmede twee gezondheidswerkers die haar te hulp kwamen.
Hind Rajab en haar familie waren op de vlucht uit Gaza-Stad toen hun voertuig werd beschoten: haar oom, tante en drie neven werden gedood, Rajab en een andere nicht overleefden de aanval en namen contact op met de Palestijnse Rode Halve Maan (PRCS) om hulp te vragen. Ze vertelden dat ze werden aangevallen door een Israëlische tank. Toen haar nicht vervolgens ook werd gedood, zat het meisje Hind urenlang vast in de auto en bleef ze aan de telefoon terwijl hulpverleners van PRCS onderweg waren om haar te redden. Zowel Hind Rajab als de ambulanciers werden later, op 10 februari, dood teruggevonden nadat de Israëliërs zich hadden teruggetrokken.
Israël beweerde dat er geen troepen in de buurt aanwezig waren en ontkende de aanval te hebben uitgevoerd. Dit werd echter ontkracht door onderzoeken van The Washington Post en Sky News, die zich baseerden op satellietbeelden en visueel bewijs. Hieruit bleek dat er inderdaad een aantal Israëlische tanks aanwezig waren en dat één ervan waarschijnlijk 335 kogels had afgevuurd op de auto waarin Hind en haar familie zaten. De tankbestuurders konden zien dat er burgers, waaronder kinderen, in de auto zaten. Uit het onderzoek van Forensic Architecture bleek verder dat een Israëlische tank waarschijnlijk ook de ambulance had aangevallen die het meisje ter hulp wilde komen.
Na de moord werden westerse media bekritiseerd vanwege hun berichtgeving over het incident. Ze zouden onder meer niet hebben vermeld wie Hind Rajab vermoordde en haar als een volwassene hebben voorgesteld. Bij Amerikaans studentenprotesten werden bezette gebouwen naar het vermoorde meisje vernoemd, waardoor het incident nog meer aandacht kreeg.

## Achtergrond
In november 2023, een maand na de Israëlische invasie van de Gazastrook, was een groot deel van Gaza grotendeels verlaten onder de voortdurende bommenregen. In december 2023 was de gezondheidszorg in Gaza aan het instorten als gevolg van Israëlische aanvallen en een blokkade van humanitaire hulp. Noord-Gaza was bijzonder hard getroffen, omdat in december 2023 geen enkel ziekenhuis nog functioneerde vanwege een gebrek aan voorraden, brandstof en personeel.

## Dood
Op 29 januari 2024 vluchtte Hind Rajab samen met zes van haar familieleden uit de wijk Tel al-Hawa in Gaza-Stad, toen een Israëlische legertank hun voertuig, een zwarte Kia, beschoot, waarbij Hinds tante, oom en vier neven en nichten omkwamen. De enige andere overlevende, Hinds 15-jarige nichtje Layan Hamadeh, belde de Palestijnse Rode Halve Maan (PRCS) om spoedhulp. Layan huilde en riep verder: "Ze schieten op ons. De tank staat vlak naast mij. We zitten in de auto, de tank staat vlak naast ons."
Layans geschreeuw in de auto was te horen toen ze werd gedood door machinegeweren die de auto beschoten terwijl ze nog steeds aan het telefoneren was met de hulpdiensten. Rajab bleef drie uur aan de lijn met de PRCS en zei tegen de telefonist van de noodcentrale: "Ik ben zo bang, kom alsjeblieft. Kom me halen. Wil je alsjeblieft komen?" Haar grootvader vertelde later aan verslaggevers dat Hind gewond was aan haar rug, haar hand en haar voet. Hind, die de opdracht kreeg om in het voertuig te blijven en zich te verstoppen, zou door een ziekenwagen van de PRCS worden gered. De geluidsopname van het telefoongesprek tussen de PRCS, Layan en Hind werd op 3 februari door de Rode Halve Maan vrijgegeven.
Aangezien het gebied werd belegerd, werkte de PRCS samen met het Ministerie van Volksgezondheid van Gaza en het Israëlische leger om een veilige doorgang te garanderen voor hun ambulancepersoneel dat Hind zou komen redden. Na urenlang wachten kreeg de PRCS toestemming om de ziekenwagen langs een aangewezen route te sturen. De ziekenwagen meldde dat hij door het Israëlische leger met lasers werd belaagd; volgens de Washington Post blijkt uit berichten op sociale media dat deze lasers in het verleden ook door Hamas zijn gebruikt, maar zou een onderzoeker van het Institute for the Study of War niet hebben vastgesteld dat dergelijke lasers door beide partijen in het conflict werden gebruikt. Na geluid van geweervuur of van een explosie viel de telefoonverbinding uit. Wat er met Hind Rajab en de ambulanciers was gebeurd, was niet bekend tot de familie twaalf dagen later, op 10 februari 2024, na de terugtrekking van het Israëlische leger terugkeerde en de auto vond waarin Hind, Layan en de hele familie van haar oom was gestorven. De autoruiten waren eruit geblazen en de portieren zaten vol kogelgaten. De ziekenwagen van de Rode Halve Maan werd een paar meter verderop gevonden, volledig vernield, Yusuf al-Zeino en Ahmed al-Madhoun, waren omgekomen.

## Onderzoek
Volgens een eerste onderzoek van de Euro-Mediterranean Human Rights Monitor werden Hind Rajab en haar familieleden gedood door het Israëlische leger in een "geplande executie". Met een Amerikaanse raket doodde het Israëlische leger ook de hulpverleners van de Rode Halve Maan die waren gestuurd om het meisje te redden. Granaatscherven van een in Amerika geproduceerd M830A1-projectiel werden gevonden op de plaats van de opgeblazen ziekenwagen. De Amerikaanse regering zou volgens haar woordvoerder wachten tot Israël zijn onderzoek naar het incident zou hebben afgerond.
Een woordvoerder van het Israëlische leger verklaarde dat er geen Israëlische troepen in de buurt van het voertuig of binnen schietbereik waren en dat, vanwege het gebrek aan troepen coördinatie met de ambulance niet nodig was om Hind te redden. In reactie op de verklaringen van de IDF stelde Al Jazeera: "Israël heeft een geschiedenis dat het zijn troepen snel vrijpleit van alle vergrijpen in gevallen van misbruik tegen Palestijnen." Een onderzoek van Al Jazeera wees verder uit dat er zich op het moment van de aanval drie Israëlische tanks in de buurt van het familievoertuig van Hind Rajab bevonden.
Het onderzoek werd naar verluidt overgedragen aan het General Staff Fact Finding Assessment Mechanism, een onafhankelijk militair orgaan dat ongebruikelijke incidenten onderzoekt. Ook de Verenigde Staten riepen op tot een snel onderzoek naar de dood van Rajab, en verklaarden "van streek" te zijn door de dood van het meisje. De Palestijnse Rode Halve Maan vertelde The Intercept dat het Israëlische leger nooit contact met hen heeft opgenomen over de dood van Rajab en de aanval op hun ambulances, en weerlegde zo het commentaar van het Amerikaanse ministerie van Buitenlandse Zaken dat deze hulporganisatie en de Verenigde Naties de Israëlische pogingen om het incident te onderzoeken, hadden afgewezen.
In een onderzoek van april 2024 door The Washington Post werden de beweringen van het Israëlische leger ontkracht. Het onderzoek, waarbij gebruik werd gemaakt van satellietbeelden, concludeerde dat er Israëlische pantservoertuigen in de buurt waren van de auto waarin Rajab werd gedood, en het gat van 300 mm in de ambulance van de Rode Halve Maan stemde overeen met een Israëlische tankgranaat. Niettemin werd gesteld dat dit slechts één verklaring was, aangezien "er weinig gegevens zijn over ambachtelijk geproduceerde munitie van Hamas". De Washington Post bevestigde ook dat het wrak van de ambulance werd gevonden op een route die was aangegeven door COGAT, een afdeling van het Israëlische Ministerie van Defensie die veilige doorgangen voor medische voertuigen coördineert met de IDF. Sky News meldde in oktober 2024 dat de schade aan de ambulance overeenkwam met een "wapen van groot kaliber", en citeerde daarbij een expert van Janes Information Services. Het rapport vermeldde dat het Israëlische leger naar eigen zeggen ten tijde van het incident niet in de buurt was, maar dat deze bewering wellicht onbedoeld is tegengesproken door de publicatie van een persbericht van het leger over zijn activiteiten in de wijken Shati en Tel al-Hawa. Het bericht werd later van de betrokken website verwijderd. Volgens verder onderzoek van Sky News gaven satellietbeelden die op 29 januari, de dag van de aanval, waren gemaakt, minstens vijftien militaire voertuigen te zien in de wijk Tel al-Hawa, en het dichtstbijzijnde voertuig zou zich op slechts 300 meter van de plaats van de aanval op de ambulance hebben bevonden.
Forensic Architecture maakte haar onderzoek in juni 2024 bekend en baseerde zich op beelden, geluidsopnames en ander verzameld bewijsmateriaal om de gebeurtenis te reconstrueren. Uit het onderzoek kon worden geconcludeerd dat een Israëlische tank waarschijnlijk 335 kogels had afgevuurd op de auto waarin Rajab en haar familie zaten. Voorts hadden de tankbestuurders kunnen zien dat er burgers, waaronder kinderen, in de auto zaten. Het onderzoek concludeerde ook dat een Israëlische tank waarschijnlijk ook de ambulance had aangevallen die Rajab te hulp kwam. Onafhankelijke experts die in juli 2024 door de Mensenrechtenraad van de Verenigde Naties werden aangesteld, verklaarden dat de moord op Hind Rajab zou kunnen neerkomen op een oorlogsmisdaad.

## Effect van de gebeurtenissen
De gebeurtenissen rond Hind Rajab kregen internationale aandacht en activisten en humanitaire organisaties riepen op om haar terug te vinden en in veiligheid te brengen toen ze gedurende 12 dagen vermist bleef. Haar moeder smeekte de internationale gemeenschap om haar dochter niet te vergeten en haar naar huis te halen. De organisatie van de Palestijnse Rode Halve Maan gebruikte haar accounts op sociale media om meerdere dagen lang foto's van de gezondheidswerkers en van Hind te posten en deed oproepen om informatie in te winnen over de plaats waar ze zich konden bevinden. Meerdere persbureaus hebben het Israëlische leger om commentaar over het incident gevraagd. Op 2 februari liet het Israëlische leger aan verslaggevers van CNN weten dat het "het incident hun niet bekend was". Toen het leger drie dagen later opnieuw bevraagd werd, meldde het dat ze er "nog steeds mee bezig waren".
Na de ontdekking van haar lichaam hadden veel pro-Palestijnse figuren kritiek op westerse media omdat ze hadden verklaard dat Hind Rajab "dood was aangetroffen", zonder haar dood aan Israël toe te schrijven. Ze vergeleken dit met de blijken van medeleven die de media betoond hadden bij de dood van kinderen tijdens de Russische inval in Oekraïne. Hinds moeder had kritiek op het Israëlische leger nadat de dood van haar dochter was bevestigd, en zei: "Hoeveel moeders verwacht u nog die deze pijn moeten voelen? Hoeveel kinderen wilt u nog de dood injagen?". De Rode Halve Maan gaf Israël de schuld van het incident en beschuldigde het land ervan de bemanning van de ziekenwagen doelbewust in het vizier te hebben genomen. Het Palestijnse ministerie van Buitenlandse Zaken riep het Internationale Strafhof op om de schuldigen voor de dood van Hind Rajab ter verantwoording te roepen. Op 13 februari maakte de mensenrechtenorganisatie Justice For All bij het ICC een zaak aanhangig waarin de IDF werd beschuldigd van meerdere oorlogsmisdaden vanwege de dood van Hind Rajab.

## Eerbetoon
Pro-Palestijnse studenten die deelnamen aan de bezetting van de campus van de Columbia Universiteit in New York City, bezetten in april 2024 Hamilton Hall, een academisch gebouw op de campus Morningside Heights van de universiteit. De studenten ontvouwden een groot spandoek waarop het gebouw werd omgedoopt tot "Hind's Hall" ter ere van het meisje. Tijdens een programma op CNN waarin de naamswijziging van de zaal werd besproken, legde presentatrice Kasie Hunt de kijkers uit: "Hind is een verwijzing naar een vrouw die in Gaza werd vermoord." Deze beschrijving werd bekritiseerd als voorbeeld van de pro-Israëlische vooringenomenheid op CNN: ze toont hoe Palestijnse kinderen op CNN als "volwassenen" worden voorgesteld (en dus volgens een voorkomend procédé in de psychologie en de sociologie de rijpheid van een volwassene zouden moeten vertonen en dus ten onrechte als volwassene moeten worden beoordeeld). Op 16 mei bezetten protesterende studenten van de Universiteit van Berkeley een verlaten historisch campusgebouw dat bekendstaat als het Anna Head-complex en doopten het om tot "Hind's House".
De Amerikaanse rapartiest Macklemore bracht in mei 2024 " Hind's Hall" uit, een protestlied ter ere van Rajab en ter ondersteuning van de studentenprotesten. Hij bekritiseerde de muziekindustrie omdat ze prioriteit gaf aan "onbelangrijke kwesties", zoals de vete tussen Drake en Kendrick Lamar, ten koste van de oorlog. Bij de release van het nummer verklaarde Macklemore dat alle opbrengsten uit de streams naar UNRWA zouden gaan. In september 2024 volgde "Hind's Hall 2", waarvan de opbrengst eveneens naar UNRWA ging. Het nieuwe nummer bevat vocale van de Palestijnse rapper MC Abdul, de Palestijns-Amerikaanse zangeres Anees, auteur en activist Amer Zahr en koorzang van het LA Palestinian Kids Choir, Lifted! Youth Gospel Choir, Tiffany Wilson and Friends.
Owen Jones betoogde in een opiniestuk uit augustus 2024 dat de moord op Rajab paste in een patroon van andere Israëlische wreedheden: "Na elke wreedheid die de Israëlische staat begaat, hanteert hij een vaste modus operandi: ontkennen, afleiden, misleiden en wachten tot de aandacht ergens anders naartoe gaat."
Ter gelegenheid van de eerste jaarlijkse herdenking van de moord op Hind Rajab organiseerden Palestijnse groeperingen op 29 januari 2025 een wake in Zuccotti Park in New York. Als reactie hierop kondigde de groep Betar US een tegenprotest aan in het park. Ze noemden het evenement een "jihad-bijeenkomst" en beloofden de aanwezigen te filmen met de bedoeling hen door de Amerikaanse immigratie- en douanedienst te laten deporteren. Tijdens de wake riepen de oproerkraaiers: “Laat je gezicht zien, dan kunnen we je laten deporteren” en “Wij zijn bij ICE”, waarna ze herhaaldelijk scandeerden: “ICE, ICE, ICE”, volgens een video die door de groep is gepost.

## Juridische stappen
De Hind Rajab Foundation, een organisatie die zich inzet om Israëlische soldaten ter verantwoording te roepen voor vermeende oorlogsmisdaden, is vernoemd naar het vermoorde meisje. Na een lang onderzoek heeft de Foundation op 3 mei 2025 bij het Internationaal Strafhof een klacht ingediend tegen de persoon die volgens haar verantwoordelijk zou zijn tegen deze oorlogsmisdaad. Het gaat om luitenant-kolonel Beni Aharon, die ten tijde van de moord op Hind commandant van de 401e pantserbrigade van de IDF was en het bevel had over de troepen die Hind, haar familie en de reddingswerkers van de Palestijnse Rode Halvemaan doodden. Ook zijn de brigade en het bataljon die toen opereerden, volledig geïdentificeerd.

## Noot
1. ↑  Op 3 mei zou zij zes jaar zijn geworden.